# マハヴィシュヌ
『マハヴィシュヌ』(Mahavishnu)は、1984年にワーナー・ブラザース・レコードがリリースしたマハヴィシュヌ・オーケストラのアルバム。
1980年代、ジョン・マクラフリンはマハヴィシュヌ・オーケストラを改編し、2枚のアルバム『マハヴィシュヌ』と『アドヴェンチャーズ・イン・ラジオランド』をリリースした。このバンドの全体的なサウンドは、特にマクラフリンがシンクラヴィア・シンセサイザー・システムを幅広く使用しているため、以前のマハヴィシュヌ・オーケストラとは根本的に異なるものとなった。このアルバムは、オリジナル・マハヴィシュヌ・オーケストラのドラマー、ビリー・コブハムをフィーチャーしている。

## 収録曲
「クラレンドン・ヒルズ」（ビル・エヴァンス作曲）を除き、全曲ジョン・マクラフリン作曲。
1. レディオ・アクティヴィティ – "Radio-Activity" – 6:52
2. ノスタルジア – "Nostalgia" – 5:56
3. ナイトライダーズ – "Nightriders" – 3:47
4. イースト・サイド・ウエスト・サイド – "East Side West Side" – 4:55
5. クラレンドン・ヒルズ – "Clarendon Hills" – 6:03
6. ジャズ – "Jazz" – 1:43
7. ジ・アンビリーヴァー – "The Unbeliever" – 2:47
8. パシフィック・エクスプレス – "Pacific Express" – 6:30
9. ホエン・ブルー・ターンズ・ゴールド – "When Blue Turns Gold" – 3:19

## 参加ミュージシャン

### マハヴィシュヌ・オーケストラ
- ジョン・マクラフリン (John McLaughlin) - シンクラヴィアII、デジタル・ギター、レスポール・スペシャル
- ミッチェル・フォアマン (Mitchel Forman) - フェンダー・ローズ、ヤマハDX7、ヤマハ「ブロウ・トーチ」ピアノ on 「クラレンドン・ヒルズ」
- ヨナス・エルボーグ (Jonas Hellborg) - フレットレスベース、ベース
- ビル・エヴァンス (Bill Evans) - テナー・サックス、ソプラノ・サックス、フルート
- ビリー・コブハム (Billy Cobham) - ドラム、パーカッション

### その他の参加メンバー
- ダニー・ゴットリーブ (Danny Gottlieb) - パーカッション
- ハリ・プラサード・チャウラスィア (Hari Prasad Chaurasia) - フルート on 「ホエン・ブルー・ターンズ・ゴールド」
- ザキール・フセイン (Zakir Hussain) - タブラ on 「ホエン・ブルー・ターンズ・ゴールド」
- カティア・ラベック (Katia Labeque) - シンクラヴィアII、ヤマハDX7、ピアノ on 「ホエン・ブルー・ターンズ・ゴールド」

## 制作スタッフ
- エグゼクティヴ・プロデューサー：アルバート・コスキ (Albert Koski)
- アレンジ、プロデュース：ジョン・マクラフリン (John McLaughlin)
- エンジニア：ジャン・ルイ・リゼ (Jean Louis Rizet)。アシスタント：ローラン・ペイロン (Laurent Peyron)
- ミックス：ブライアン・リスナー (Brian Risner)、ジャン・ルイ・リセット (Jean-Louis Riset)